# The Deer Hunter
The Deer Hunter is een Amerikaanse film uit 1978 van Michael Cimino met in de hoofdrollen Robert De Niro, John Cazale, Christopher Walken en John Savage.
Het scenario van de film is gebaseerd op het scenario van de nooit geproduceerde film The Man Who Came To Play van Louis Garfinkle en Quinn K. Redeker over Las Vegas en illegaal gespeelde Russische roulette. Het scenario werd herschreven door Michael Cimino en Deric Washburn en van Las Vegas verplaatst naar Vietnam ten tijde van de Vietnamoorlog.
The Deer Hunter was een gigantisch succes in de bioscopen en bracht bijna 49 miljoen dollar op. De film won vijf Oscars. De film heeft verder 16 andere prijzen gewonnen en nog 19 nominaties gekregen. In 1996 werd de film vanwege het historische, culturele en esthetische belang opgenomen in de National Film Register van de Amerikaanse Library of Congress.

## Verhaal
Pennsylvania, 1968. Zes vrienden, Michael, Steven, Nick, Stanley, John en Axel gaan op hertenjacht. De zes zijn afkomstig uit het stadje Clairton, vlak bij Pittsburgh en werkzaam in een staalfabriek. De meeste inwoners van Clairton zijn van Russische afkomst en trouw aan de Russisch-Orthodoxe Kerk. De jachtpartij is ook een soort van vrijgezellenfeestje, een steun voor de aanstaande bruidegom Steven. Na de hertenjacht trouwt Steven met zijn Angela, die zwanger is van een andere man. Michael laat tijdens het bruiloftsfeest merken dat hij meer voelt voor Linda, de vriendin van Nick. Hoewel de mannen zich vermaken op het feest en dronken worden, zit er ook een donker kantje aan de festiviteiten, elk ogenblik kunnen ze worden opgeroepen voor militaire dienst. Aangezien de VS inmiddels is betrokken bij de Vietnamoorlog betekent dat bijna automatisch uitzending naar dit conflictgebied. In de bar waar de receptie wordt gehouden ziet Michael een 'Groene Baret', een Amerikaanse soldaat van de Special Forces die al vanaf het begin betrokken zijn bij Vietnam. Michael probeert een praatje te maken en meer te leren van Vietnam, maar de soldaat reageert niet. Als hij hoort dat Michael ook naar Vietnam moet, lacht de man alleen. De volgende dag gaan de zes nog één keer op hertenjacht.
Maanden later vecht Michael als sergeant bij de Groene Baretten in Vietnam. Hij is gelegerd bij een dorpje dat wordt aangevallen door Noord-Vietnamese soldaten. Een helikopter van het Amerikaanse leger dropt Amerikaanse infanteristen als ontzettingseenheid. Onder hen zijn Nick en Steven. Het loopt echter mis en Michael wordt met zijn twee vrienden gevangengenomen. De sadistische bewakers van het krijgsgevangenkamp hebben een spelletje bedacht om de tijd te verdrijven. Het is Russische roulette, gespeeld door de gevangenen, waarbij de bewakers wedden of de speler zich al dan niet door zijn hoofd schiet. Als Steven te hoog mikt en slechts een schampschot oploopt wordt hij opgesloten in een kooi in het water, vol met ratten en lijken. Als Michael en Nick moeten spelen, weet de eerste dat er maar één oplossing is, risico nemen. Hij eist dat er gespeeld wordt met een revolver geladen met drie kogels in plaats van een. Na een zenuwslopende partij Russische roulette van Nick, krijgt hij de revolver in handen en schiet op de bewakers. Ze bevrijden Steven en vluchten de rivier op. Niet lang daarna probeert een Amerikaanse helikopter ze te redden. Nick klimt aan boord, maar Steven valt en breekt zijn benen. Hij wordt gered door Michael die met hem naar de kant zwemt. Ze weten uiteindelijk te ontkomen met behulp van Zuid-Vietnamese soldaten. Ondertussen is Nick in Saigon aangekomen, hij is psychisch getraumatiseerd en lijdt aan geheugenverlies. Hij laat zich overhalen om in een goktent in de hoerenbuurt voor geld Russische roulette te spelen. Maar Nick richt het wapen op een tegenstander en vervolgens zichzelf en veroorzaakt een rel. De toevallig aanwezige Michael wil hem helpen, maar raakt van Nick gescheiden als ze vluchten.
Michael keert terug naar de VS maar hij ontwijkt zijn vrienden en neemt een hotelkamer in plaats van naar huis te gaan. Daar probeert hij zijn gevoelens weer in het gareel te krijgen. Hij is ervan overtuigd dat Nick en Steven dood zijn. Uiteindelijk bezoekt hij Linda en rouwt met haar om Nick. Later gaat hij ook naar Angela en hoort van haar dat Steven in een tehuis voor veteranen verblijft. Als hij later gaat jagen, kan hij op het laatste ogenblik het niet opbrengen het dier te doden. Het is genoeg geweest. Terug van de jacht gaat hij naar Steven. Zijn vriend heeft zijn beide benen verloren en is gedeeltelijk verlamd. Van Steven hoort hij dat iemand vanuit Saigon grote hoeveelheden geld over heeft gemaakt. Michael realiseert zich dat het geld van Nick komt. Hij reist naar Saigon en gaat op zoek in de hoerenbuurt. Daar vindt hij Nick in een goktent, maar zijn vriend herkent hem niet. Dan ziet Michael de littekens van injectienaalden in de armen van Nick en realiseert zich dat zijn vriend een junk is geworden. Hij gaat aan de tafel zitten en doet mee aan de Russische roulette. Onderwijl probeert hij in contact te komen met Nick die echter als een geest doorspeelt. Plotseling echter breekt er iets door bij Nick, hij glimlacht naar Michael en als de laatste hem maant mee te komen, refereert hij aan Michaels talent voor de hertenjacht: one shot...! Michael is verheugd maar het is te laat: Nick drukt het wapen tegen zijn slaap, haalt de trekker over en schiet zichzelf door zijn hoofd. Later wordt Nick in de VS begraven en nemen zijn vrienden afscheid met het zingen van God Bless America.

## Rolverdeling
| Acteur             | Personage                    |
| ------------------ | ---------------------------- |
| Robert De Niro     | Michael "Mike" Vronsky       |
| Christopher Walken | Nikonar "Nick" Chevotarevich |
| John Cazale        | Stanley Stosh                |
| John Savage        | Steven                       |
| Meryl Streep       | Linda                        |
| George Dzundza     | John Welch                   |
| Chuck Aspegren     | Peter "Axel" Axelrod         |
| Shirley Stoler     | Stevens moeder               |
| Rutanya Alda       | Angela Ludhjduravic-Pushkov  |

## Voorgeschiedenis
In 1968 krijgt Barry Spikings samen met Michael Deeley de leiding over de net opgerichte filmtak van EMI, EMI Films. Het is Deeley die later stuit op een scenario van Louis Garfinkle en Quinn K. Redeker onder de titel The Man Who Came To Play. Garfinkle en Redeker beschrijven een illegale gokpraktijk in Las Vegas, waarbij gegokt kan worden op de uitkomsten van een partij Russische roulette. Het is de eerste versie maar Deeley is onder de indruk en koopt het scenario voor 19.000 dollar. Het omzetten van het scenario in een film was echter minder eenvoudig. Volgens Deeley ontbrak er nog het een en ander aan het scenario, zoals geloofwaardige personages. Hij ging op zoek naar een goede scenarist en kwam via diverse agenten uit bij het William Morris Agency. Een van hun agenten, Stan Kamen, vertegenwoordigde Michael Cimino, een jonge scenarist en regisseur. Cimino had enige reclamespots geregisseerd en meegewerkt aan de film Thunderbolt and Lightfoot. Als scenarist was hij onder andere medeverantwoordelijk geweest voor het scenario van de sciencefictionfilm Silent Running. Deeley vroeg Cimino het scenario te lezen. Niet lang daarna kreeg Deeley te horen dat Cimino ook van mening was dat de hoofdpersonages beter uitgewerkt moesten worden. Cimino werd door Deely ingehuurd en hij belegde gelijk een overleg met Garfinkle en Redeker. Daar bleek dat Cimino eigenlijk ook af wilde van het idee van de Russische roulette, waarop Redeker bijna op zijn blote knieën smeekte dit element te handhaven.

## Scenario

### Veranderingen
Het nieuwe scenario, wie het ook geschreven mocht hebben, werd aan Deeley gepresenteerd. Zoals Deeley had gevraagd, had Cimino met name de personages verder uitgewerkt. In de eerste twintig minuten van de film worden de karakters van de voornaamste personages, Michael, Steven en Nick uit de doeken gedaan.
In het scenario van Redeker en Garfinkle was er overigens maar één hoofdpersoon, Merle, een man die door de Vietnamoorlog psychisch is beschadigd. Desondanks is het een harde en moedige man. Cimino en Washburn splitsten Merle uiteen in drie personages, Michael, Nick en Steven die allemaal iets van Merle meekrijgen. Michael blijft bij Cimino/Washburn de moedige held, maar in het oorspronkelijke scenario was het Nick die terugkeerde naar de VS, terwijl Michael in Vietnam bleef en zich door zijn hoofd schoot. Cimino en Washburn haalden Las Vegas uit het scenario en verplaatsten de actie grotendeels naar Vietnam. Dit gaf nog de nodige problemen, aangezien er bij de filmstudio's halverwege de jaren zeventig totaal geen belangstelling was voor films over de Vietnamoorlog. De VS kampte nog altijd met de kater van een verloren oorlog, waarin het land in de ogen van de rest van de wereld de schurk was geweest. The Deer Hunter zou een van de eerste films worden die met een kritische blik naar de Vietnamoorlog keek. In 1978 het jaar dat de film uitkwam, kwamen er nog drie films uit over de Vietnamoorlog, Coming Home van Hall Ashbey, The Boys in Company C van Sidney Furie, en Go Tell the Spartans van Ted Post. Het tij was aan het keren. De VS begon zijn trauma over de Vietnamoorlog te verwerken en de filmindustrie speelde erop in.

## Acteurs
Producent Deeley huurde Michael Cimino ook in voor de regie. Hij had daarmee gelijk een probleem. EMI Film kon nooit de miljoenen opbrengen die nodig waren om de film te maken. Hij had een grote studio nodig om de productie te financieren. Universal Pictures toonde belangstelling maar had moeite met de onbekende Cimino en het gruwelijke scenario. Deeley begreep dat hij alleen kans maakte met een grote ster in de ploeg. Die ster bleek Robert De Niro. De Niro was rond 1977 een van de grootste sterren in Hollywood met onder andere Taxi Driver en de The Godfather Part II op zijn palmares. Deeley kon zijn geluk niet op toen De Niro zich ook begon te bemoeien met de selectie. Hij vestigde de aandacht op Meryl Streep. Streep was nog niet zo bekend, maar had wel de aandacht op zich gevestigd met haar rol in de televisieserie Holocaust. Haar toenmalige vriend John Cazale werd ook door Deeley gekozen. Hij selecteerde ook Chuck Aspegren een echte staalarbeider uit Gary, Indiana voor de rol van Axel. De Niro en Cimino bezochten een aantal staalfabrieken ter inspiratie en stuitten op Aspegren die als voorman werkte in een fabriek in Indiana. De Niro was diep onder de indruk van de man en overtuigde Deeley hem te contracteren. Het zou de enige rol van Aspegren blijven. De rol van Nick gaf wat problemen, aanvankelijk was Roy Scheider gekozen, maar twee weken voor de opnamen begonnen, werd Scheider ontslagen vanwege "creatieve meningsverschillen". Dat was althans de officiële mededeling. Scheider werd door Universal doorgesluisd naar de set van Jaws waar hij de rol van Chief Brody zou spelen.

## Productie

### Voorbereidingen
Samen met Robert De Niro begon regisseur Michael Cimino met het zoeken van geschikte locaties voor de scènes die zich afspelen in de staalfabriek. Om te voorkomen dat ze werden achtervolgd door fans en journalisten stelde Cimino De Niro voor als zijn assistent "Harry Ufland". Niemand herkende hem. De Niro was gewend om zich grondig voor zijn rol voor te bereiden. Ter voorbereiding voor zijn rol in Taxi Driver had hij enige weken als taxichauffeur in New York gewerkt. Voor The Deer Hunter ging hij om met arbeiders uit staalfabrieken en bezocht hun kroegen. Bij sommige arbeiders ging hij mee naar huis en bracht de avond met hen en hun gezin door. Voor Cimino was een dergelijke voorbereiding cruciaal. De zes acteurs die de arbeiders uit de staalfabriek spelen, moesten een vriendschapsband ontwikkelen. Ze kregen alle zes een foto mee waarop ze stonden afgebeeld als kinderen. Ook liet Cimino voor hen een identiteitsbewijs maken op naam van hun personage, aangevuld met een rijbewijs en een kaart met medische gegevens. Producent Michael Deeley die het zelf te druk had met de productie van de film Convoy wilde Robert Relyea die hij kende van de film Bullit aanstellen als toezichthoudend producent. Maar Relyea liet weten dat hij niet in staat was om deze taak uit te voeren. Hij weigerde de reden te vertellen, maar Deeley vermoedde dat Relyea geen vertrouwen had in Michael Cimino. Door de weigering van Relyea filmde Cimino zonder supervisie van een toezichthoudend producent. Uiteindelijk werd John Oeverwal aangesteld als toezichthoudend producent van de opnamen.

### Locaties
The Deer Hunter was de eerste film over de Vietnamoorlog die op locatie werd opgenomen in Thailand. Alle in Vietnam spelende scènes werden daar opgenomen. Er was nog getwijfeld om de opnames in Californië op te nemen op de buitenterreinen van de studio maar uiteindelijk besloot men realisme boven kosten te stellen. Er werd gefilmd aan de oevers van de rivier de Kwai, met name de scènes in het krijgsgevangenkamp en de kooi bij de rivier. Patpong in Bangkok stond model voor de hoerenbuurt van Saigon. Ook werd gefilmd in Sai Yok in de provincie Kanchanaburi. Voor de scènes die spelen in Clairton werd gefilmd in acht verschillende steden in vier staten, West Virginia, Pennsylvania, Washington en Ohio. De bruiloftsscène werd gefilmd in de Russisch-orthodoxe kathedraal in de wijk Tremont van Cleveland, de receptie in Lemko Hall, Cleveland, Ohio. In Cleveland werden ook de scènes in de staalfabriek opgenomen in US Steel Central Furnaces. Andere scènes in de staalfabriek werden gefilmd in Steubenville, Ohio en Weirton, West Virginia. De hertenjacht werd gefilmd in North Cascades National Park, Washington.

### Opnamen
Michael Cimino begon op 20 juni 1977 met de opnamen. Het oorspronkelijke budget was 8,5 miljoen, maar zou in de maanden daarna oplopen tot 15 miljoen. Omdat acteur John Cazale ernstig ziek was, begon Cimino met zijn scènes. Cazale had kanker in het eindstadium en wist dat hij niet lang meer zou leven. Toen de studio dit hoorde, wilde men Cazale ontslaan. Hierop dreigde Meryl Streep, zijn toenmalige vriendin en Cimino de productie te verlaten. De studio bond in, maar begon vervolgens te zeuren over de verzekering, de verzekeringskosten waren vanwege Cazale's kanker extreem hoog. Robert De Niro loste dit op door de verzekering van Cazale uit zijn eigen zak te betalen. De opnamen met Cazale werden vervolgens zonder problemen voltooid. De acteur zou de film echter nooit zien, hij overleed voor de premièredatum.
In Limko Hall in Cleveland filmde Cimino de bruiloft van Angela en Steven in de zomer van 1977. Aangezien de scène in de film in de herfst speelde werden van een aantal bomen de blaadjes verwijderd. Om het realisme te benadrukken dronken de figuranten echte sterke drank en bier. Diezelfde figuranten hadden in opdracht van de producer zelf huwelijkscadeaus ingepakt en meegenomen. Tot verbazing van de filmploeg bleek na afloop van de opnamen dat veel pakjes echte cadeaus bevatten zoals serviezen en zilveren servetringen. Producent Deeley kwam hier pas achter toen de inhoud van de cadeaus al op 'mysterieuze' wijze verdwenen was. Cimino besteedde veel aandacht aan de huwelijks- en bruiloftscènes die uitliepen van 21 tot 51 minuten in de film. Deeley begon te vermoeden dat Cimino deze scènes wilde oprekken tot een uur en zag dat de regisseur al over het budget van 8,5 miljoen was gegaan. Hij maande Cimino om te stoppen en zich op de rest van de film te concentreren.
In Mingo Junction, Ohio, bouwde de filmploeg een café in een leeg winkelpand. De kosten bedroegen 25.000 dollar en later zou de bar echt worden geopend en een stamkroeg worden van arbeiders in de staalfabriek. In de fabriek, US Steel Central Steel Furnaces, mochten opnamen worden gemaakt. De zes acteurs werden gefilmd voor de ovens, nadat er een aanvullende verzekering was afgesloten van vijf miljoen dollar. Andere opnamen werden gemaakt in staalfabrieken in Pittsburgh.
De jachtscènes werden gefilmd in North Cascades National Park, Washington. Het hert dat Michael neerschiet, werd met een verdovingspijltje in slaap gebracht. De make-upafdeling bracht vervolgens de gruwelijk ogende wond aan. Een ander hert dat Michael laat ontsnappen werd een echte ster. Het trad later ook op in een tv-reclamefilmpje van de Connecticut Life Insurance Company.
In Thailand werd bij de rivier de Kwai gefilmd voor de scènes in het krijgsgevangenkamp. De acteurs Robert De Niro, John Savage en Christopher Walken zaten in kooien gemaakt van bamboe die onder water stonden. De muggen en de ratten waren echt, net als de afkeer op de gezichten van Savage en Walken. Voor de scènes rond Russische roulette was een Thaise figurant ingehuurd die de gevangenen moest slaan. Maar de man kon het niet opbrengen om de beroemde acteur Robert De Niro te slaan. De ploeg vond vervolgens een Thaise figurant die een hekel had aan Amerikanen en die had geen moeite om flink uit te halen. Christopher Walken was niet gewaarschuwd dat de Thai echt en hard zou slaan en dat gaf een zeer echte en natuurlijke reactie bij de acteur.
De opnamen met de helikopter vereisten dat De Niro en Savage hun eigen stunts moesten doen, inclusief een val van tien meter uit de helikopter. Deze scène moest vijftien keer over en werd in een periode van twee dagen opgenomen.
De cruciale opname waarbij het personage van Christopher Walken zich door zijn hoofd schiet bij het spelen van Russische roulette, werd geheel geïmproviseerd en in één keer gedraaid.

### Montage
Na zes maanden filmen waren de kosten al opgelopen tot 13 miljoen dollar. Vervolgens moest de film nog gemonteerd worden, en van geluid en van muziek voorzien. Peter Zinner die de montage ging doen kreeg bijna 183.000 meter filmopnamen, waaruit een speelfilm moest worden gemonteerd. De eerste montage was 3,5 uur lang en de producenten Spikings en Deeley waren enthousiast over het resultaat. Dit enthousiasme werd echter niet gedeeld door de studio. Producenten Lew Wasserman en Sid Sheinberg waren oprecht geschokt, met name door de begrafenisscène waarbij God Bless America werd gezongen. Ze vonden het anti-Amerikaans. Ook vond men de film te lang. De voorzitter van Universal Thom Mount noemde The Deer Hunter, "een nachtmerrie, er leek geen einde aan de film te komen". Deeley was het met de studio eens dat 3,5 uur te lang was. Een film met een lengte van 2,5 uur kon bij een gemiddelde bioscoop drie keer per dag worden gedraaid, maar een film die langer dan 3 uur duurt betekende dat er zeker een derde van de inkomsten verloren zouden gaan. Zinner ging terug naar de montagetafel en bracht de film terug tot bijna 5500 meter (2,5 uur). Hij werd ontslagen door Cimino die ontdekte dat Zinner in de huwelijksscènes aan het snijden was. Hijzelf bracht de film van 2,5 uur naar 3 uur en drie minuten. Later zou Cimino volhouden dat hij de film had gemonteerd ondanks de Oscar die Zinner kreeg voor Beste montage. Uiteindelijk zou de versie van 183 minuten (iets meer dan drie uur) door EMI worden uitgebracht.

## Historie en fictie
Er was veel kritiek op de film met betrekking tot de scènes waarbij de krijgsgevangen Amerikanen gedwongen worden om Russische roulette te spelen. Verslaggever Peter Arnett die als journalist de oorlog in Vietnam van nabij meemaakte en de Pulitzerprijs won voor zijn artikelen over deze oorlog, was er zeker van dat Noord-Vietnamese soldaten deze praktijken niet toepasten. Er waren volgens hem ook geen wetenschappelijk gestaafde bewijzen daarvan. Hij beschuldigde de makers van de film van een eenzijdige kijk op de Vietnamoorlog waarbij Noord-Vietnamezen werden afgebeeld als sadisten, racisten en moordenaars. Michael Cimino bracht naar voren dat zijn film niet politiek getint was of bedoeld om bevolkingsgroepen te brandmerken. Wel verdedigde hij het gebruik van Russische roulette tijdens de Vietnamoorlog door te verwijzen naar krantenknipsels uit Singapore waarin deze praktijken werden beschreven. Hij heeft echter de knipsels nooit laten zien of gezegd waar de artikelen te vinden zijn.
Acteur Christopher Walken zei later dat de Vietnamoorlog slechts de achtergrond vormde. Of er echt door Noord-Vietnamese soldaten gewed werd op Russische roulette van krijgsgevangenen, is niet belangrijk. Ook Robert De Niro was deze mening toegedaan. Of het allemaal echt gebeurd is, is niet belangrijk, het had kunnen gebeuren. Producent Deeley deelde ook deze mening. Hij vond The Deer Hunter een film over de manier waarop individuen reageren op spanning en druk, het was een parabel over onmenselijkheid, waarbij de Noord-Vietnamezen de slechteriken speelden en de krijgsgevangenen de goede jongens. De Russische roulette is dan de allegorie van het lot en de onmenselijkheid. Producent Spikings had daarentegen wel spijt van de manier waarop de Vietnamese soldaten in beeld worden gebracht. Hij verweet zichzelf, Deeley en regisseur Cimino een arrogante kijk op de bevolking aldaar.

## Muziek
Stanley Myers schreef de muziek voor de film. Naast de composities van Myers zijn een aantal andere liedjes te horen.
- In de scène in de bar is tijdens de bruiloftsreceptie het nummer Can't Take My Eyes Off You (1967) van Frankie Valli te horen. De acteurs in de film zingen het liedje mee met de geluidsband.
- Tijdens de huwelijkssluiting van Steve en Angela zijn liederen te horen uit de Russisch-orthodoxe kerk, zoals Slava en Russische volksliedjes als Korobejniki en Katjoesja. Tijdens de begrafenis van Nick is het lied Vjetsnaja Pamjat; Eeuwige gedachtenis te horen.
- Het nummer Cavatina (ook bekend als He Was Beautiful) van Stanley Myers werd het thema van The Deer Hunter. Het was oorspronkelijk geschreven voor de film The Walking Stick (1970) en de producent van The Deer Hunter moest de producenten van deze film nog een royaltybedrag hiervoor betalen.

## Prijzen en nominaties

### Academy Awards 1979
- Beste mannelijke bijrol (Christopher Walken)
- Beste regisseur (Michael Cimino)
- Beste montage (Peter Zinner)
- Beste film
- Beste geluid

Er waren nominaties voor:
- Beste acteur (Robert De Niro)
- Beste vrouwelijke bijrol (Meryl Streep)
- Beste camerawerk (Vilmos Zsigmond)
- Beste originele scenario

### Golden Globe Awards
- Beste regisseur (Michael Cimino)

Er waren nominaties voor:
- Beste film
- Beste acteur (Robert De Niro)
- Beste mannelijke bijrol (Christopher Walken)
- Beste vrouwelijke bijrol (Meryl Streep)
- Beste originele scenario

### BAFTA Awards
- Beste camerawerk (Vilmos Zsigmond)
- Beste montage